# Sitting Bull's Voice
Sitting Bull’s Voice es una película documental de 2013 de Bill Matson, narrada por John Thorpe, que cuenta la historia de Ernie LaPointe. La película documenta la vida de Ernie LaPointe, bisnieto del jefe de hunkpapa lakota, Toro Sentado (Tatanka Iyotake).
La película examina la vida de LaPointe desde la infancia a través de sus luchas para superar la adicción al alcohol y a la marihuana relacionada con el trastorno de estrés postraumático mientras se encontraba sin hogar. Como parte de su recuperación, LaPointe describe su abrazo a su cultura nativa americana y las formas espirituales de sus antepasados, junto con su búsqueda para convertirse en la voz autorizada de Toro Sentado.

## Reconocimientos
La película se ha exhibido en diez festivales de cine, ganando cuatro premios y dos premios a Mejor Película. En enero de 2013, el Festival Internacional de Cine de San Pedro en San Pedro, California, la honró con el Premio al Mejor Documental; en 2014, la película recibió el premio al Mejor Largometraje Nativo Americano del festival de Cine Indie Spirit en Colorado Springs, Colorado; y en el último festival en enero de 2015, la película recibió el Premio Mención de Honor a Mejor Película-Documental-Largometraje 2015 (segundo lugar) en el Festival Internacional de Cine Flathead Lake en Polson, Montana.